# جان-لويس ميشيل (مبارز بالسيف)
جان-لويس ميشيل (بالفرنسية: Jean-Louis Michel)‏ هو مبارز بالسيف هايتي، ولد في 1785، وتوفي في 1865.